# John Wozencraft
John McReynolds "Jack" Wozencraft (30 septembre 1925 - 31 août 2009) est un ingénieur électricien et théoricien de l'information, professeur émérite au Massachusetts Institute of Technology. L'un des pionniers de la théorie du codage, Wozencraft développe les techniques de décodage séquentiel pour les codes convolutionnels qui ont rendu possible une communication sans erreur avec une puissance de calcul relativement faible.

## Biographie
Il fréquente l'Académie militaire de West Point. Après avoir obtenu son diplôme en 1946, il rejoint le United States Army Signal Corps Engineering Laboratory. Il obtient son Sc.D. au MIT en 1957. De 1957 à 1976, date à laquelle il prend sa retraite, il fait partie de la faculté du département de génie électrique du MIT.
Alors qu'il est en congé du MIT de 1972 à 1974), il est doyen de la recherche à la Naval Postgraduate School de Monterey, en Californie. Après sa retraite du MIT en 1976, il retourne à la Naval Postgraduate School en tant que professeur de génie électrique et président fondateur d'un nouveau groupe universitaire interdisciplinaire de commandement, contrôle et communications. Il est nommé professeur distingué en 1985 et il prend sa retraite en 1987.
En 1965, avec Irwin M. Jacobs, Wozencraft co-écrit Principles of Communication Engineering  (ISBN 0881335541), un manuel très apprécié qui est encore largement utilisé.
En 2006, Wozencraft reçoit la médaille IEEE Alexander Graham Bell.
Il est décédé le 31 août 2009 à Redmond, Washington.